# カエルパンチ
カエル跳びあるいはカエルパンチは、ボクシングの技術。輪島功一の得意技として知られる。

## 名称について
正式名称はカエル跳びであるが、後に漫画『はじめの一歩』のセリフからカエルパンチとも呼ぶようになった。ほかにも、カエル跳びアッパー、カエルアッパーと表記されることもある。

## 解説
1968年に、三迫ジム会長の三迫仁志が王者のライオネル・ローズ戦のカウンター対策として桜井孝雄に伝授した奇策であったが、アマチュアスタイルが身についていた桜井は習得できず、練習を見ていた後輩の輪島が1971年のカルメロ・ボッシ戦で初披露した。
輪島の代名詞として認識されているが、現役を通じて使用したのはボッシ戦以外には対オスカー・アルバラード第2戦など数試合のみである。当時は評論家の郡司信夫に「あんなのはボクシングではない」と非難されたが、後世の評価ではリーチの短さを補い、正統派スタイルで真面目な性格の王者を心理的に撹乱するクレバーな戦法として一定の評価がみられる。
相手の目の前でダッキングし、すぐさま伸び上がると同時にパンチを放つ。ダッキングで一度相手の視界から消えることにより、奇襲攻撃としての性格を持つ。後に竹原慎二も近い軌道のものを使用している。2025年6月8日には、那須川天心も同じ技を使ってヒットさせ、ビクトル・サンティリャンの右眼を腫らす戦果をあげている。
漫画『はじめの一歩』では青木勝が必殺パンチとして使用し、彼のKO勝ちにはすべて絡んでいる。作中では、「ビデオで見るのと実際に受けるのでは大違い」「ジャストミートされたら首の骨が折れてもおかしくない」と評価されている。